# セイウンワンダー
セイウンワンダー（欧字名:Seiun Wonder、2006年4月30日 - ） は、日本の競走馬。
2008年のJRA賞最優秀2歳牡馬。JRAブリーズアップセールにて取引されたJRA育成馬として初めてGI級競走を優勝した。
主な勝ち鞍は、2008年の朝日杯フューチュリティステークス（JpnI）、新潟2歳ステークス（JpnIII）、2010年のエプソムカップ（GIII）。

## 経歴

### デビューまで

#### 誕生に至る経緯
セイウンクノイチは、西山牧場が所有した牝馬で、父はサンデーサイレンスである。命名には、代表者の西山茂行が用いる冠名「セイウン」を用いられた。美浦トレーニングセンターの栗田博憲厩舎の下で、競走馬としてデビューしたが8戦未勝利、引退後は繁殖牝馬となった。初年度はセイウンスカイと交配し、西山牧場にて初仔を生産。2年目の2003年にはパラダイスクリークが受胎し、秋にはジェイエス繁殖牝馬セールに出品された。
セールでは、北海道新ひだか町で競走馬生産を行う、筒井征文が他と競ることなく60万円で落札した。筒井は一声で落札できた理由として、「（前略）凄くうるさい馬なのでみんな引いたみたいだ。良い馬なのにね。」と語っている。
筒井牧場は、繁殖牝馬4頭を妻と二人で世話をする小規模な家族経営牧場であった。筒井はセイウンクノイチ落札の理由を「超一流種牡馬を種付けすることは経済的に難しいが、競走成績のふるわない〔ママ〕それらの産駒を繁殖にするのは割安」および「超一流種牡馬を配合されたということは、母系の血統が良いから」としている。その後セイウンクノイチは、筒井牧場で2頭を出産。2005年の交配相手には、グラスワンダーが選ばれた。筒井はグラスワンダー供用初年度から自身の繁殖牝馬に交配を実施しており、この度初めてセイウンクノイチに交配を実施した。

#### 幼駒時代
2006年4月30日、筒井征文牧場にて青毛の牡馬（後のセイウンワンダー）が誕生。離乳後には、コンサイナーに委託して当歳セールに出場するも、買い手がつかなかった。翌2007年7月の日高セレクションセールに出場し、日本中央競馬会（JRA）が税抜き800万円で購入された。
JRA日高育成牧場のスタッフによる育成を経て、仔は2008年4月のJRAブリーズアップセールに出場。調教供覧では、1ハロンを出場メンバー中2番目のタイムで走破したことが評価されていた。
馬主の大谷高雄から任された、栗東トレーニングセンター所属の領家政蔵調教師がその仔を大谷名義で入札。スタート価格は800万円であったが、他との競り合いの末、セール最高価格を更新する税抜き2600万円で領家が競り落とした。領家は別のアグネスタキオン産駒（後のナイキハイグレード）と迷っていたが、調教の動きが良かったこちらの仔を選択した。母名から「セイウン」、父名から「ワンダー」を抽出して組み合わせた「セイウンワンダー」という馬名が附された。

### 競走馬時代

#### 2歳（2008年）
6月21日、阪神競馬場の新馬戦（芝1600メートル）で、単勝オッズ1.9倍の1番人気でデビュー。当初は武豊が騎乗する予定であったが、武は2番人気のツルマルジャパンを選んだため、岩田康誠が騎乗。逃げるツルマルジャパンに半馬身及ばず2着に敗れた。直後に領家は、岩田から「先生、次から（武豊騎手に）戻さないで〔ママ〕」と言われたという。その通り岩田が続投して、7月の未勝利戦（芝1600メートル）で単勝オッズ1.1倍の1番人気で出走し、6馬身差で初勝利となった。

続いて、9月7日の新潟2歳ステークス（JpnIII）で重賞初参戦、単勝オッズ2.5倍の1番人気で出走した。スタートで出遅れて最後方となり、直線では外ラチ沿いの大外から全頭かわして先頭で入線、後方に1馬身半差をつけて重賞初勝利となった。未勝利から新潟2歳ステークスを制したのは1981年のビクトリアクラウン以来27年ぶりであり、生産した筒井牧場は、サラブレッド重賞初勝利となった。その後は、デイリー杯2歳ステークス（JpnII）や、東京スポーツ杯2歳ステークス（JpnIII）に出走する予定だったが、蹄球炎を発症したために断念。
1週間の休養を取り、前哨戦を使わず、年末の競走へ直行することとなった。ラジオNIKKEI杯2歳ステークス（JpnIII）と朝日杯フューチュリティステークス（JpnI）の選択肢から、12月21日の朝日杯フューチュリティステークスに出走、単勝オッズ5.4倍の2番人気に推された。スタートから中団に位置、直線では馬場の最も内側から抜け出した。外から5番人気のフィフスペトルが追い込んできたが、それをアタマ差退けて先頭で入線し、JpnI初勝利となった。父グラスワンダーが前進である1997年の朝日杯3歳ステークス（GI）を制していることから、史上2組目となる朝日杯フューチュリティステークス親仔制覇を果たした。また、ブリーズアップセール出身馬およびJRA育成馬として初めてGI級競走初勝利。前身の抽せん馬を含めても、2001年の阪神ジュベナイルフィリーズ（GI）を制したタムロチェリー以来9頭目、またJRA育成馬、抽せん馬の牡馬がGI級競走を勝利するのは初めてであった。さらに、大谷は馬主歴43年で初のGI級勝利、生産した筒井にとっても初のGI級勝利であった。
以降は、放牧に出ず、厩舎に留まり調整された。JRA賞表彰では、300票中263票を集めてJRA賞最優秀2歳牡馬を受賞した。

#### 3-6歳（2009-12年）
3歳となった2009年は3月8日、皐月賞のトライアル競走である弥生賞（JpnII）で始動し、8着。続く4月19日の皐月賞（JpnI）ではこれまで騎乗し続けていた岩田がアンライバルドに騎乗するために降板、代わりに内田博幸を迎えて臨んだが3着。5月31日の東京優駿（日本ダービー）（JpnI）では、内田がアプレザンレーヴを選んだために、福永祐一に乗り替わり臨んだが13着に敗れた。夏休みを経て、9月27日の神戸新聞杯（JpnII）で再始動し、3着。獲得した優先出走権を行使して10月25日の菊花賞（JpnI）に出走し、優勝馬スリーロールスに0.2秒に迫る3着となった。続いて12月27日の有馬記念（GI）で、古馬との初対決となったが6着となった。

古馬となった2010年は、マイラーズカップ（GII）で始動し4着。続いて安田記念（GI）に出走登録をしたが除外となり、次なる目標を天皇賞（秋）（GI）に切り替え、6月13日のエプソムカップ（GIII）に出走した。スタートから中団につけ、直線では外から追い出し、先に抜け出していたシルポート、キャプテンベガと並んで入線。それらにハナ差最先着を果たし、重賞3勝目、1年7か月ぶりの勝利を挙げた。
それから宝塚記念（GI）に出走するも、ブービー賞16着。秋はカシオペアステークス（OP）から始動する予定であったが、右前浅屈腱炎を発症して出走取消、長期離脱となった。競走馬総合研究所常磐支所にて療養した。6歳となった2012年に復帰の目処が立ち、入厩したが、同じ箇所の屈腱炎の再発が判明。戦線に復帰することなく、競走馬引退が決定した。2012年10月7日、日本中央競馬会の競走馬登録を抹消。

#### 引退後
引退後は、浦河町にあるJRA日高育成牧場にて去勢され、乗馬となった。また馬術の障害飛越競技にも参加し数々の競技会で上位入賞する活躍を見せた。その後、同牧場で馬事文化振興の普及馬として、平日は職員の練習のために、土日は町内のスポーツ少年団や高校馬術部のために働いている。

## 競走成績
以下の内容は、netkeiba.comおよびJBISサーチの情報に基づく。
| 競走日 | 競走日 | 競走日 | 競馬場 | 競走名      | 格     | 距離 （馬場） | 頭 数 | 枠 番 | 馬 番 | オッズ （人気） | 着順 | タイム （上り3F） | 着差 | 騎手      | 斤量 [kg] | 1着馬 （2着馬）      | 馬体重 [kg] |
| ------ | ------ | ------ | ------ | ----------- | ------ | ------------- | ----- | ----- | ----- | --------------- | ---- | ----------------- | ---- | --------- | --------- | -------------------- | ----------- |
| 2008   | 06.    | 21     | 阪神   | 2歳新馬     |        | 芝1600m（稍） | 9     | 8     | 8     | 01.90（1人）    | 02着 | 01:35.5 （35.2）  | -0.1 | 0岩田康誠 | 54        | ツルマルジャパン     | 506         |
|        | 07.    | 12     | 阪神   | 2歳未勝利   |        | 芝1600m（良） | 14    | 8     | 13    | 01.10（1人）    | 01着 | 01:35.6 （34.4）  | -1.0 | 0岩田康誠 | 54        | （マイネルソレント） | 500         |
|        | 09.    | 07     | 新潟   | 新潟2歳S    | JpnIII | 芝1600m（不） | 15    | 5     | 8     | 02.10（1人）    | 01着 | 01:35.4 （34.4）  | -0.2 | 0岩田康誠 | 54        | （ツクバホクトオー） | 504         |
|        | 12.    | 21     | 中山   | 朝日杯FS    | JpnI   | 芝1600m（良） | 16    | 2     | 3     | 05.40（2人）    | 01着 | 01:35.1 （35.0）  | -0.0 | 0岩田康誠 | 55        | （フィフスペトル）   | 514         |
| 2009   | 03.    | 08     | 中山   | 弥生賞      | JpnII  | 芝2000m（稍） | 10    | 6     | 6     | 04.80（2人）    | 08着 | 02:04.4 （36.2）  | -0.9 | 0岩田康誠 | 56        | ロジユニヴァース     | 526         |
|        | 04.    | 19     | 中山   | 皐月賞      | JpnI   | 芝2000m（良） | 18    | 7     | 15    | 21.20（4人）    | 03着 | 01:59.0 （34.7）  | -0.3 | 0内田博幸 | 57        | アンライバルド       | 516         |
|        | 05.    | 31     | 東京   | 東京優駿    | JpnI   | 芝2400m（不） | 18    | 6     | 11    | 09.00（3人）    | 13着 | 02:36.3 （40.6）  | -2.6 | 0福永祐一 | 57        | ロジユニヴァース     | 514         |
|        | 09.    | 27     | 阪神   | 神戸新聞杯  | JpnII  | 芝2400m（良） | 14    | 7     | 11    | 17.10（5人）    | 03着 | 02:24.6 （34.7）  | -0.4 | 0福永祐一 | 56        | イコピコ             | 516         |
|        | 10.    | 25     | 京都   | 菊花賞      | JpnI   | 芝3000m（良） | 18    | 6     | 12    | 15.80（6人）    | 03着 | 03:03.7 （35.2）  | -0.2 | 0福永祐一 | 57        | スリーロールス       | 514         |
|        | 12.    | 27     | 中山   | 有馬記念    | GI     | 芝2500m（良） | 16    | 7     | 14    | 21.0（10人）    | 06着 | 02:31.6 （36.9）  | -1.6 | 0藤田伸二 | 55        | ドリームジャーニー   | 518         |
| 2010   | 04.    | 17     | 阪神   | マイラーズC | GII    | 芝1600m（良） | 18    | 4     | 7     | 06.80（4人）    | 04着 | 01:33.2 （33.7）  | -0.3 | 0福永祐一 | 57        | リーチザクラウン     | 524         |
|        | 06.    | 13     | 東京   | エプソムC   | GIII   | 芝1800m（良） | 18    | 1     | 2     | 03.60（1人）    | 01着 | 01:46.1 （34.6）  | -0.0 | 0福永祐一 | 57        | （シルポート）       | 524         |
|        | 06.    | 27     | 阪神   | 宝塚記念    | GI     | 芝2200m（稍） | 17    | 3     | 6     | 27.40（7人）    | 16着 | 02:14.8 （37.8）  | -1.8 | 0福永祐一 | 58        | ナカヤマフェスタ     | 520         |

## 血統表
| セイウンワンダーの血統                    | セイウンワンダーの血統                               | セイウンワンダーの血統            | （血統表の出典）                  | （血統表の出典） |
| 父系                                      | ロベルト系                                           | ロベルト系                        | ロベルト系                        | [ § 2 ]          |
| 父 *グラスワンダー Grass Wonder 1995 栗毛 | 父の父Silver Hawk 1979 鹿毛                          | Roberto                           | Hail to Reason                    | Hail to Reason   |
| 父 *グラスワンダー Grass Wonder 1995 栗毛 | 父の父Silver Hawk 1979 鹿毛                          | Roberto                           | Bramalea                          |                  |
| 父 *グラスワンダー Grass Wonder 1995 栗毛 | 父の父Silver Hawk 1979 鹿毛                          | Gris Vitesse                      | Amerigo                           | Amerigo          |
| 父 *グラスワンダー Grass Wonder 1995 栗毛 | 父の父Silver Hawk 1979 鹿毛                          | Gris Vitesse                      | Matchiche                         |                  |
| 父 *グラスワンダー Grass Wonder 1995 栗毛 | 父の母Ameriflora 1989 鹿毛                           | Danzig                            | Northern Dancer                   | Northern Dancer  |
| 父 *グラスワンダー Grass Wonder 1995 栗毛 | 父の母Ameriflora 1989 鹿毛                           | Danzig                            | Pas de Nom                        |                  |
| 父 *グラスワンダー Grass Wonder 1995 栗毛 | 父の母Ameriflora 1989 鹿毛                           | Graceful Touch                    | His Majesty                       | His Majesty      |
| 父 *グラスワンダー Grass Wonder 1995 栗毛 | 父の母Ameriflora 1989 鹿毛                           | Graceful Touch                    | Pi Phi Gal                        |                  |
| 母 セイウンクノイチ 1998 青鹿毛           | 母の父*サンデーサイレンス Sunday Silence 1986 青鹿毛 | Halo                              | Hail to Reason                    | Hail to Reason   |
| 母 セイウンクノイチ 1998 青鹿毛           | 母の父*サンデーサイレンス Sunday Silence 1986 青鹿毛 | Halo                              | Cosmah                            |                  |
| 母 セイウンクノイチ 1998 青鹿毛           | 母の父*サンデーサイレンス Sunday Silence 1986 青鹿毛 | Wishing Well                      | Understanding                     | Understanding    |
| 母 セイウンクノイチ 1998 青鹿毛           | 母の父*サンデーサイレンス Sunday Silence 1986 青鹿毛 | Wishing Well                      | Mountain Flower                   |                  |
| 母 セイウンクノイチ 1998 青鹿毛           | 母の母アンカースティーム 1988 青鹿毛                 | *リアルシャダイ Real Shadai       | Roberto                           | Roberto          |
| 母 セイウンクノイチ 1998 青鹿毛           | 母の母アンカースティーム 1988 青鹿毛                 | *リアルシャダイ Real Shadai       | Desert Vixen                      |                  |
| 母 セイウンクノイチ 1998 青鹿毛           | 母の母アンカースティーム 1988 青鹿毛                 | アイレテスコ                      | *テスコボーイ                     | *テスコボーイ    |
| 母 セイウンクノイチ 1998 青鹿毛           | 母の母アンカースティーム 1988 青鹿毛                 | アイレテスコ                      | アイレバース                      |                  |
| 母系(F-No.)                               | フロリースカツプ系(FN:3-l)                           | フロリースカツプ系(FN:3-l)        | フロリースカツプ系(FN:3-l)        | [ § 3 ]          |
| 5代内の近親交配                           | Roberto 3×4、Hail to Reason 4×4･5                    | Roberto 3×4、Hail to Reason 4×4･5 | Roberto 3×4、Hail to Reason 4×4･5 | [ § 4 ]          |
| 出典                                      | 1. 2. 3. 4.                                          | 1. 2. 3. 4.                       | 1. 2. 3. 4.                       | 1. 2. 3. 4.      |

- 5代母サンマリノはガーネツトの全妹。9代母フロリスト（競走馬名フロラーカツプ）は1924年帝室御賞典勝ち馬。